# 하즈정
하즈정(일본어: 幡豆町)은 아이치현 남부에 있던 하즈군의 정이다. 2011년 4월 1일, 니시오시에 편입되어 소멸하였다.

## 지리
미카와만의 중심에 위치한다. 남쪽은 미카와만에 접하고 있고 북쪽은 약간 험한 산을 이룬다. 미카와만 국정공원을 구성하는 산가네산이 정의 동부에 있다. 순국7사묘가 위치한 산이다.

## 역사
에도 시대에는 정역이 모두 하타모토령이었다.
- 1889년 - 니시하즈 촌, 도바 촌, 테라베 촌이 통합해 하즈 촌이 되었다.
- 1906년 - 하즈 촌과 히가시하즈 촌이 통합해 하즈 촌이 되었다.
- 1928년 - 하즈 촌이 정으로 승격해 하즈 정이 되었다.

## 교통

### 철도
- 나고야 철도 가마고리 선

### 도로
- 국도 247호선